# Kamiizumi Nobutsuna
Kamiizumi Nobutsuna (jap. 上泉 信綱; * 1508 in der Provinz Kōzuke; † 3. Februar 1577), auch Kamiizumi Hidetsuna (上泉 秀綱)  und Kamiizumi Ise-no-Kami Nobutsuna (上泉 伊勢守 信綱, Ise-no-Kami bezeichnet seinen Titel als Provinzgouverneur von Ise), war ein japanischer Schwertkämpfer.
Kamiizumi Hidetsuna wurde als Sohn von Kamiizumi Hidetsugu, dem Herrn der Burg Ōgo in der Provinz Kōzuke, geboren. Seine Familie war Vasall des Uesugi-Klans. In den späten 1550ern verbündeten sich die Takeda unter Takeda Shingen mit den Hōjō gegen die Uesugi und eroberten deren Gebiet vollständig – bis auf die Burg Minowa, welche vom Nagano-Klan gehalten wurde. Nachdem 1561 nach langer Belagerung deren Oberhaupt und Burgherr Nagano Narimasa gestorben war, führte Takeda Shingen, nachdem er von dessen Tod erfuhr, einen Angriff gegen die Burg, wobei Kamiizumi Hidetsuna ein Anführer der Verteidiger war. Zwar fielen die Burg und der Nagano-Klan, Kamiizumi Hidetsuna erwarb sich jedoch so großen Respekt bei Takeda Shingen, dass dieser ihm erlaubte seinen Namensbestandteil 信, shin oder nobu gelesen, zu übernehmen. Kamiizumi Hidetsuna nannte sich also fortan Kamiizumi Nobutsuna. Nach der Schlacht begab er sich auf eine Krieger-Pilgerreise zur Vervollkommnung seiner Fähigkeiten (musha shūgyō).
Bei seinen Reisen war er in Begleitung seines Neffen Hikita Bungorō sowie Jingo Muneharu. Auf einer seiner Reisen erreichte er ein Dorf, in welchem ein Kind von einem Banditen als Geisel gehalten wurde. Als Mönch verkleidet und unter dem Vorwand, dem Kind und dessen Entführer Essen zu bringen, lenkte er letzteren ab, überwältigte ihn und befreite das Kind. Dieser bekannte Zwischenfall wurde später in Akira Kurosawas Film Die sieben Samurai übernommen.
Im Hōzōin-Kloster traf er auf den noch jungen Yagyū Muneyoshi, welcher um eine Unterrichtsstunde in Schwertkunst bat. Kamiizumi delegierte diese Aufgabe an seinen Neffen Hikita, welcher den jungen Yagyū spielend besiegte. Daraufhin bat dieser darum, als Schüler Kamiizumis angenommen zu werden. Nach einigen Jahren erhielt er von seinem Lehrer ein Zeugnis seiner Fähigkeiten in der Shinkage-ryū ("Reformierte Schatten-Schule") des Schwertkampfs und wurde von diesem als Erbe und Leiter der Schule eingesetzt. Nach Kamiizumis Tod wurde die Schule bekannt als Yagyū Shinkage-ryū, deren Schwertkunst auch heute noch (wie bei den meisten Koryū vorrangig in Japan) unterrichtet wird.